# 白根神社 (横浜市)
白根神社（しらねじんじゃ）は、神奈川県横浜市旭区にある神社。

## 歴史
創立の年代は不詳とされるが、源義家が信仰したと伝わるため、歴史は平安時代後期までさかのぼる。1063年（康平6年）に社殿がつくられ、御神像が祀られたとされている。
かつては浄土宗の寺院で「白瀧山成願寺」と号し、橘樹郡小机村の泉谷寺（京都知恩院の末寺）の末寺であった。往時の本尊は不動明王で弘法大師の作といわれ、一寸七分（約5センチメートル）の像であった。『新編武蔵国風土記稿』の記述によれば、義家はこの不動尊を深く信仰していたため、天喜年間（1053年〜1058年）に東北に向かう際、兜の中に不動尊の像を納めて出陣したところ勝利したと伝わる。
1180年（治承4年）には、源頼朝が境内で勝利を祈願したとされている。
正慶（元弘）年間に新田義貞が発向した際、兵火によって伽藍が全焼し、不動明王像も火中に失われた。『横浜市史』第一巻によればこれらの縁起は明らかにつくりごととされるが、それが成立したのはこの地が鎌倉と密接な関係にあったことを示唆している。この地域は武蔵と鎌倉を結ぶ交通の要衝として畠山氏にも鎌倉幕府（北条氏）にとっても重要であった。
1694年（元禄7年）9月22日に祠を再建しようとしたところ、地中から同じ形の古仏像が2体出現した。そのうち1体が往古の本尊と推定されたものの、いずれともわからなかったため2体とも山上の堂に安置した。
江戸時代には白根不動として知られていたが、1909年（明治42年)に神仏分離令によって社号を白根神社に改められた。1919年（大正8年)4月に社殿が炎上し立て直された。1920年（大正10年）12月、村社となった。

## 祭神
- 日本武尊[5]

## 境内

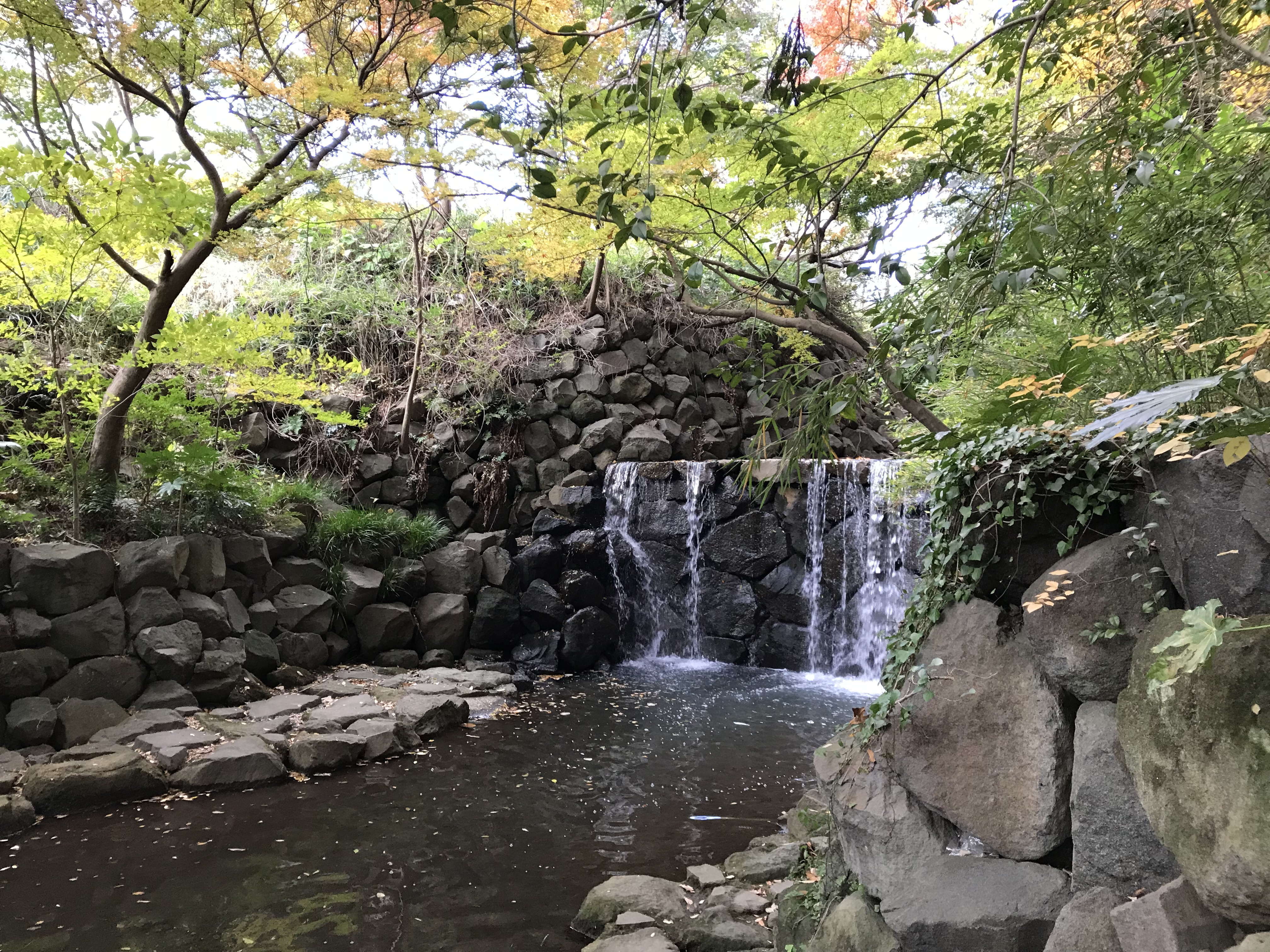
境内にある白糸の滝

- 社殿は入母屋造（平入）で瓦葺。社殿の広さは13坪。境内坪数は1,206坪。氏子700戸（1981年当時）[5]。
- 白糸の滝 - 帷子川の支流である中堀川が境内を流れている。中堀川には大滝と小滝があり、大滝は幅9.1m、落差5.5mであったが、1991年（平成3年）の護岸工事後、幅7メートル、落差3.2メートルとなった[6]。この滝は横浜市で最大の滝である[7]。小滝は行者の修行にも使用された。小滝は『旭区郷土史』によれば、「不動丸小学校あたりの地中に三方から流れ集まる水を一本にし、松の管を通り流れ出ている。出口には、元禄年間作られたという「竜の首｣がある」と記載されている[8]。
- 鬢手洗池（びんだらいけ）跡 - 1180年（治承4年）、源頼朝が挙兵した時、源義家の佳例を思い、鬢手洗池で身を清め、勝利祈願をした。池の水を子どもの頭につけると禿瘡（しらくも）にならないと言い伝えられている[9]。
- 蛇塚 - 明治の始めに二俣川大池（こども自然公園内）に大蛇が出たという伝説がある。明治の中ごろ、大池の主であったその大蛇が亡くなり、白根不動に葬るため、白い布で担ぎ、運んできてサルスベリの木の下に埋めたといわれている。供養のために塚が建てられた。その場所に「妙法蛇之塚」という碑がある[10][11][12]。

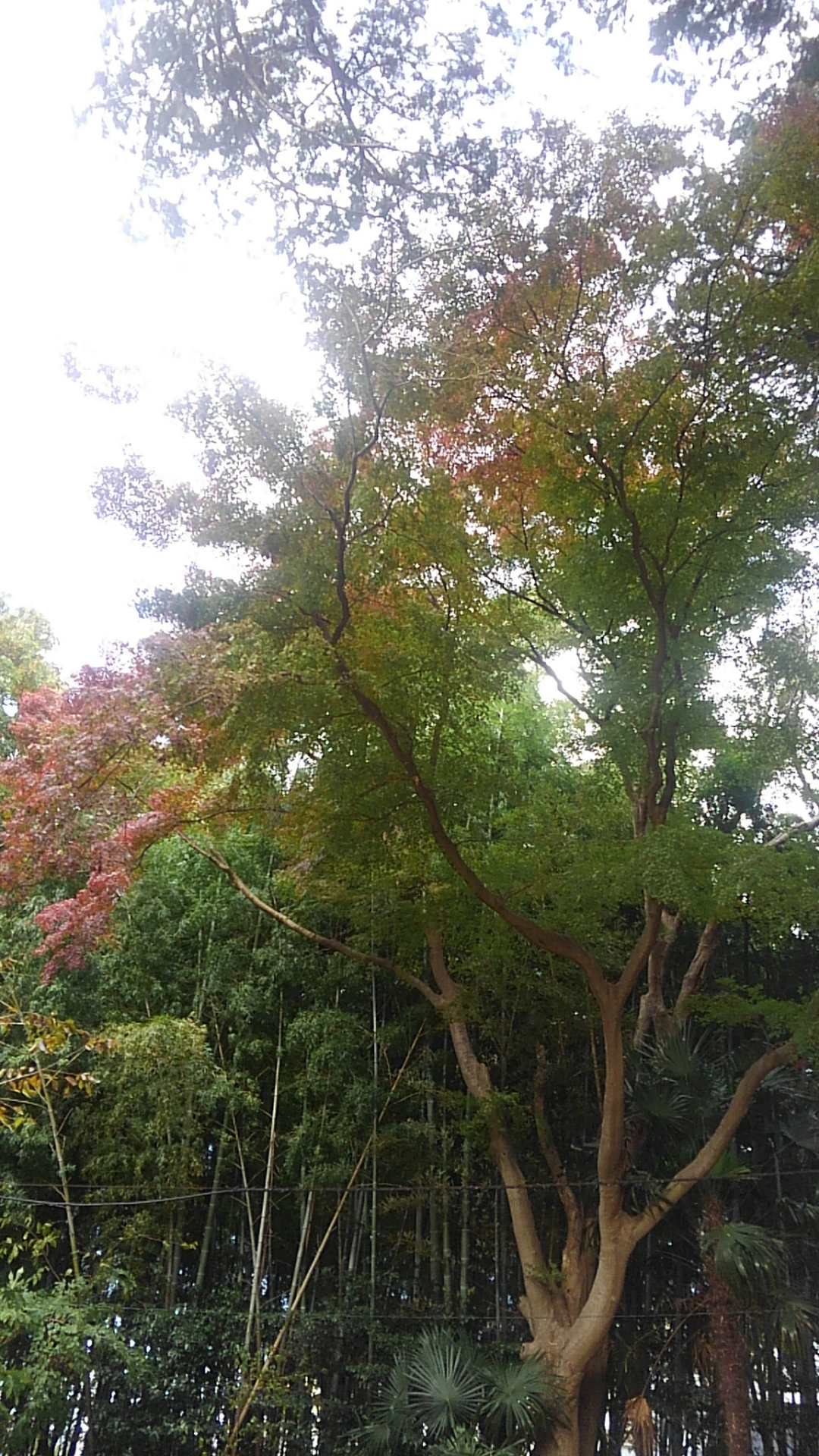
白根神社本殿右奥

- 鎮守の森 - 樹齢290年のイチョウや、イロハモミジ（2本）、カヤ、ヤマザクラが横浜市の名木古木に指定されている[13]。

## 年中行事
- 1月28日 だるま市
- 2月28日 祈年祭
- 雛祭りの5日前から 雛（ひな）市[14]（1935年〈昭和10年〉頃まで開かれていた[15]）
- 端午の節句の5日前から 幟（のぼり）市[14]（1935年〈昭和10年〉頃まで開かれていた[15]）
- 9月28日 例祭
- 11月28日 新嘗祭

## 関連イベント
- 鎮守の森ライトアップ - 2017年（平成29年）3月18,19日に開催された[16]。

## 交通アクセス
- 鉄道
  - 相鉄線鶴ヶ峰駅下車徒歩10分